# Volován (banda)
Volován es una banda mexicana de rock formada en 1998 en la ciudad de  Monterrey, Nuevo León, México. Actualmente, la banda está conformada por Gerardo Galván y Bruno Bressa. Es una de las bandas que formó parte de la Avanzada Regia y la escena de rock en Monterrey.

## Trayectoria musical
Volován tomó forma en Monterrey. Fue a finales de 1998 que los hermanos Chalo y Gerardo Galván, en complicidad con los Alejandro Gulmar y Jorge Nájera, decidieron darle forma a la banda. Su primer disco, homónimo, fue grabado en la Ciudad de México en 2002 con el desaparecido sello discográfico Suave Records con canciones como Flor primaveral o Ella es azul  Sus canciones llegaron a formar parte de las bandas sonoras de las películas Y tu mamá también, La hija del caníbal, Amar te duele y Más de Mil Cámaras Velan por tu Seguridad; y de las series de televisión como The Shield o Compañeros. 
Participaron en varios festivales internacionales como Rock al Parque en Colombia, Festimad, Do Norte, Sonorama y Winter Case en España o South by Southwest en Estados Unidos; compartiendo escenario con artistas tan diversos como Jamiroquai, The Flaming Lips, Dirty Vegas, The Strokes, Coldplay, Ian Brown, Manu Chao o Starsailor. También realizaron una gira de diecisiete fechas por España. Su sonido les valió una nominación al Video Music Awards de MTV.
En 2006 ya con Bruno Bressa lanzaron el álbum Monitor (álbum) con la productora Universal Music, debido al cese de actividad de su anterior productora realizando una gira por varios festivales como el Vive Latino, el Motorockr o el Corona Music Fest. También realizaron un concierto junto a Coldplay en México y fueron nominados al Grammy Latino como Mejor Canción de Rock. 
En 2007 lanzaron una edición especial del álbum, llamado Monitor Edición Especial, que incluía entre otros temas La luna (con la actriz y cantante Ximena Sariñana, y que formó parte de la banda sonora de El brindis). El productor Sebastián Krys se encargó de darle forma al tema Cada vez que respiro, que definiría el equipo de trabajo y el rumbo de su siguiente producción. En 2008 se volvió a lanzar otra edición del album (Slidepac).
Después de la preparación de su siguiente álbum en su natal Monterrey, Volován viajó en agosto del 2008 a la ciudad de Los Ángeles para la preproducción de lo que sería Hogar, de la mano del productor Sebastián Krys en los estudios de la discográfica Phantom Vox.Con ese álbum lograron otra nominación al Latin Grammy como  Mejor Album Rock.
En 2011 la banda anunció su retiro, que duró un año, regresando en 2012 con el álbum "Sin Aliento" un disco que rinde tributo a clásicos del rock en español.
Para el 2013 se vuelven a separar, a finales de 2014 el bajista Gerardo Galván retoma el proyecto y en enero de 2017 Volován regresa con una nueva alineación y nuevo álbum "Fuiste Estrellas" de cuál de desprenden los sencillos "Destruir" y "Sal y Corre". Actualmente con Gerardo Galvan y Bruno Bressa preparan nueva música.

## Discografía

### Álbumes de estudio
- Volován (2002)
- Monitor (2006)
- Hogar (2009)
- Sin Aliento (2012)
- Fuiste Estrellas (2017)

### Ediciones especiales
- Ella es azul (2003) (solo en Japón)
- Monitor edición especial (2007)

## Integrantes

### Formación actual
- Gerardo Galván - batería (1998-2003), bajo, guitarra, teclados (2003-2011 2012-2013 2017-presente) y voz principal (2017-presente).
- Bruno Bressa (2004-2013) (2024-presente).
- Fernando Amaya - guitarra (2016 - presente)

### Miembros anteriores
- Jorge Najera - guitarra y teclados (1998-2003)
- "Chalo" Galván - voz principal y guitarra (1998-2011-2012 -2013)
- Bruno Bressa - Batería, percusiones (2003-2011-2012-2013)
- Alejandro Gulmar - Guitarra (1998-2004-2012-2013)
- Eduardo Torruco - Batería  (2016 -2020)
- Ferando Amaya - Guitarrista  (2016-2020)

## Colaboraciones

### Bandas sonoras
- 2001 Película Y tu mamá también - «El Sirenito»
- 2002  Película Amar te duele - «No quieres venir»
- 2002 Serie de televisión en EE. UU. The Shield - «No quieres venir»
- 2003 Serie de televisión en España Compañeros - «Ella es azul»
- 2003 Película La hija del caníbal - «Esta en tus ojos»
- 2005 Película Sueño americano - «Volver a verte» (donde aparecen en pantalla)
- 2006 Película Amor xtremo - «Monitor» (Acústica con Ximena Sariñana)
- 2006 Película El cielo dividido - «En mi cielo»
- 2007 Película El Brindis - «La luna»
- 2008 Película Husband for Hire - «Película»
- 2008 Película Volverte a ver - «Monitor» (Acústica)
- 2011 Película La Infancia de Carlos Carrera - «No te vayas de mi»
- 2023 Serie de Netflix Ojitos de huevo - «Ella es azul»